# Roach Guards
Die Roach Guards (englisch roach ‚Kakerlake‘, guard ‚Wächter‘) waren eine irische Straßenbande in den Five Points von New York City zwischen etwa 1820 und 1865. Sie gehörte mit den The Chichesters, Forty Thieves, Kerryonians, Plug Uglies, Shirt Tails, Dead Rabbits oder Swamp Angels zu den Vorläufern der fünf klassischen Banden (Big Five) der Stadt.
Die Roach Guards waren an ihrem blauen Streifen auf ihren Hosen zu erkennen; die später sich von ihnen abgespaltenen (aber verbündeten) Dead Rabbits verwendeten die Farbe Rot. Die Streifen dienten als Erkennungsmerkmal, da in den Kämpfen zwischen den Banden in den Five Points in der Regel im Unterhemd gekämpft wurde.
Wie alle irischen Banden der damaligen Zeit unterstützten die Roach Guards Politiker der Tammany Hall der Demokratischen Partei der Stadt.

## Geschichte
Eigentlich war die Bande gegründet worden, um die Alkoholhändler zu beschützen, jedoch kriminalisierte sich die Gruppe von Raub bis hin zu Mord. Wie alle irischen Banden der damaligen Zeit rekrutierte sie sich aus irischen Einwanderern.
Bald war die Bande in Konflikte mit den Bowery Boys verwickelt, da sie sich in den Bowery-Bezirk im Süden von Manhattan vorgewagt hatte. Allerdings waren die Roach Guards schnell damit beschäftigt, ihren eigenen Status in diesen „Slugger Battles“ zu verteidigen, da die Bowery Boys weit besser organisiert waren.
Eine weitere Konkurrenz war durch ehemalige Mitglieder entstanden, die sich als Dead Rabbits formiert hatten, sie trieb die Bande in die Bedeutungslosigkeit. Nach ihrer Hochphase um 1850 verschwand sie spätestens mit Ende des Amerikanischen Bürgerkrieges 1865 von der Bildfläche.